# Cratere Lociyo
Lociyo  è un cratere sulla superficie di Cerere.